# Moussa N'Diaye (futebolista, 2002)
Moussa N'Diaye (Dacar, 18 de junho de 2002) é um futebolista senegalês que atua como lateral-esquerdo. Atualmente, joga pelo Anderlecht.

## Carreira no clube
Em 2020, assinou contrato com o Barcelona B. Em 2022, ele assinou pelo Anderlecht da primeira divisão belga.

## Carreira internacional
Representou a seleção sub-20 do Senegal no Campeonato Africano de Futebol Sub-20 de 2019 e na Copa do Mundo FIFA Sub-20 de 2019. Em novembro de 2022, foi convocado para a seleção principal do Senegal para a Copa do Mundo FIFA de 2022 no Catar, substituindo o lesionado Sadio Mané.